# لزلی هیگز
لزلی هیگز (انگلیسی: Lesley Higgs؛ زادهٔ ۲۵ اکتبر ۱۹۶۵) یک بازیکن فوتبال زن اهل انگلستان است. وی سابقه بازی در تیم ملی بانوان انگلیس را دارد.